# هانی بن عروه

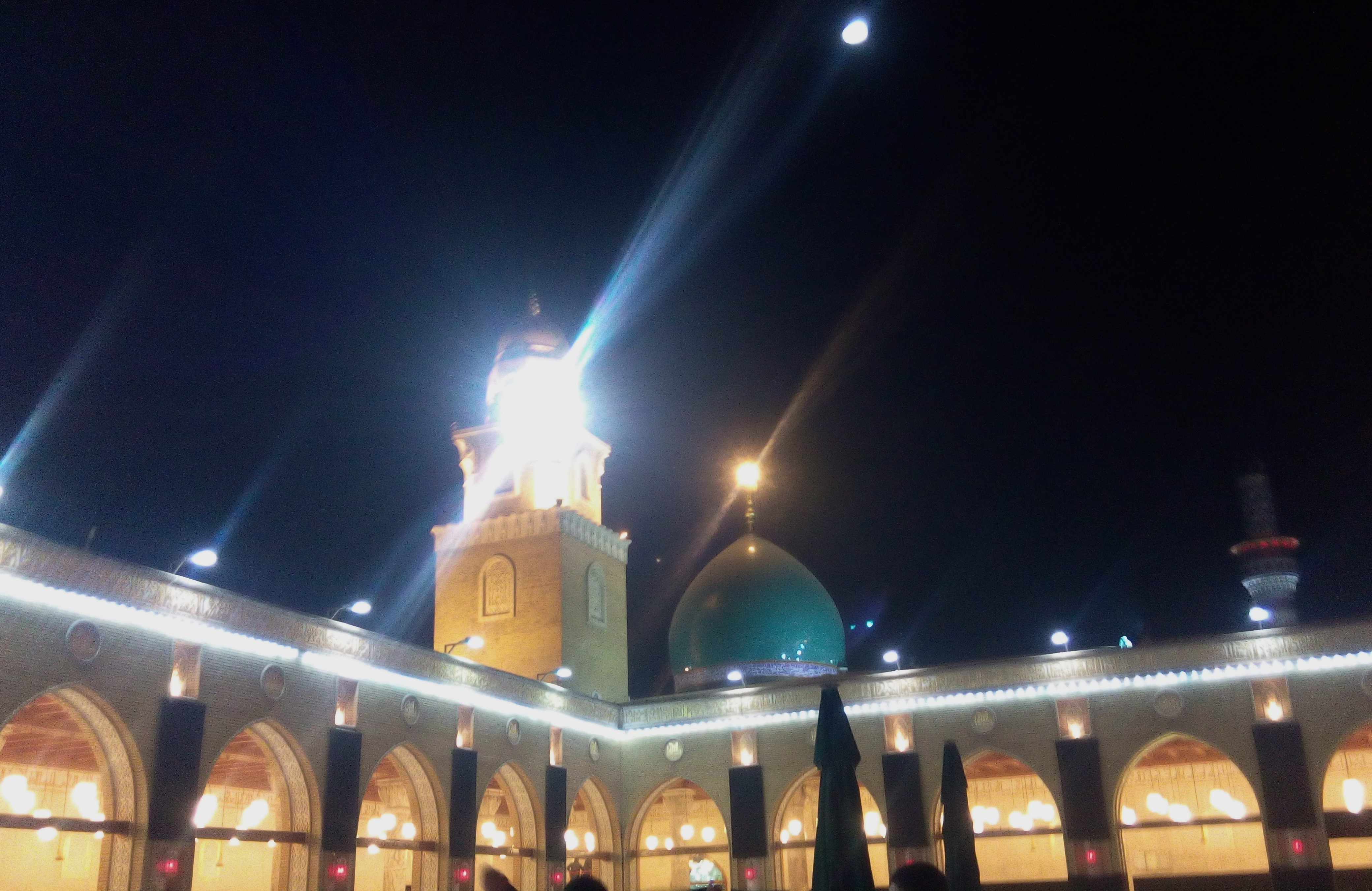
آرامگاه هانی بن عروه در مسجد کوفه

هانی بن عُروه مرادی (با نام کامل: هانی بن عروة بن الفضفاض بن عمران بن ابی العاص مرادی کوفی) رئیس طایفه بنی مراد بود که در کوفه می‌زیست. هانی از صحابه علی پسر ابی طالب بود و در جنگهای جمل و صفّین حضور داشت.

## نسب و خاندان
او هانئ بن عروة بن الفضفاض بن نمران بن عمرو بن قماس بن عبد يغوث المرادي بود که از قبیله مذحج به شمار می آمد. پسر هانی، یحیی، محدّث و از راویان اصح و ثقه نزد اهل‌سنت شمرده می‌شود.

## هانی و جریان مسلم بن عقیل
او مسلم بن عقیل، فرستاده حسین بن علی را پناه داد و او را از عبیدالله پسر زیاد مخفی نگاه می‌داشت. عبیدالله پسر زیاد که در آن زمان حاکم بصره و کوفه بود، برای عیادت هانی به خانه‌اش رفت. هانی مسلم پسر عقیل را به کشتن عبیدالله ترغیب کرد اما مسلم نپذیرفت. ابن زیاد، معقل کوفی را برای جاسوسی به خانه هانی فرستاد. معقل کوفی محل اختفای مسلم پسر عقیل را به ابن زیاد گزارش داد و مسلم دستگیر و زندانی شد. به دستور ابن زیاد، مسلم را بر بام دارالاماره کوفه گردن زدند.

## قتل
پس از قتل مسلم هانى را پس از دستگيرى و گفتگوهاى‌ تندى كه با ابن زياد داشت، دست بسته به بازار گوسفند فروشان کوفه برده و كشتند. قاتلش‌ «رشيد تركى‌»، غلام ابن زياد بود. قتل او در روز ترویه(نهم ذی الحجه سال ۶۰) بوقوع پیوست.عبیدالله بن زیاد سر مسلم و هانی را، توسط هانی بن ابی‌حَیه همدانی و زبیر بن اَروَج تمیمی، نزد یزید فرستاد ویزید او را تشویق کرد. جسد آن دو را در بازار کناسه بر زمین کشیدند و سپس به‌دار آویختند. 
هانى، هنگام مرگ ۸۳ و به قولى ۹۰ سال سن داشت.

## آرامگاه
هانی را در کنار دارالامارهٔ کوفه به خاک سپردند. اکنون مزارش به مسجد کوفه متصل است و در نزدیکی مزار مسلم بن عقیل و مختار ثقفی قراردارد.
خبر کشته شدن هانی در ذات عرق به حسین بن علی رسید.